# 宋彬彬
宋彬彬（1947年—2024年9月16日），文化大革命期间曾被称名要武，為中國共產黨元老、開國上將宋任窮之女。文革期間是北京師範大學女附中紅衛兵領袖，北京“红八月”期间率領女紅衛兵打死北師大女附中的副校長卞仲耘，之後因一张给毛泽东配戴红袖章的照片闻名全国。
1980年代決定移民西方，後來在2014年正式發佈致歉，稱是因年輕容易被煽動，向文革中的不成熟行為做出解釋。但除了面對歷史真相，還有許多社會研究者批評這種“我也是受害者”的論調，指其利用認錯與裝無辜卸責給社會，是為了道歉而道歉，並沒有誠實地反省。而她以美國為家後，一般只被認為是地質學者，2024年於紐約逝世。

## 生平

### 早年生活
宋彬彬籍貫湖南省瀏陽市石壠村，生于北京，1960年到1966年曾就讀于北師大女附中。

### “红八月”及文革
文革初期，在国家主席刘少奇和中央书记处负责人邓小平等人批准成立的工作组的领导下，北京師大女附中革命师生代表会于6月6日成立，主席为刘进（刘仰峤之女），宋彬彬为四名副主席之一。不久後，中共中央主席毛泽东对刘、邓兩人派出工作组的做法进行批评，工作组7月30日撤离师大女附中。
1966年7月31日，師大女附中原反对工作组的该校“红旗”派学生宣布成立紅衛兵組織“毛泽东主义红卫兵”，原在工作组领导下成立的师大女附中革命师生代表会的人员一时成了“保守派”。
北京“红八月”期间，8月5日，師大女附中党总支书记兼副校長的卞仲耘被批鬥致死，副校長胡志濤受重傷。卞仲耘为北京市第一个死于文革批斗的教育工作者。當晚，宋彬彬等人在北京飯店向中共北京市委第二書記吳德報告卞仲耘死因。

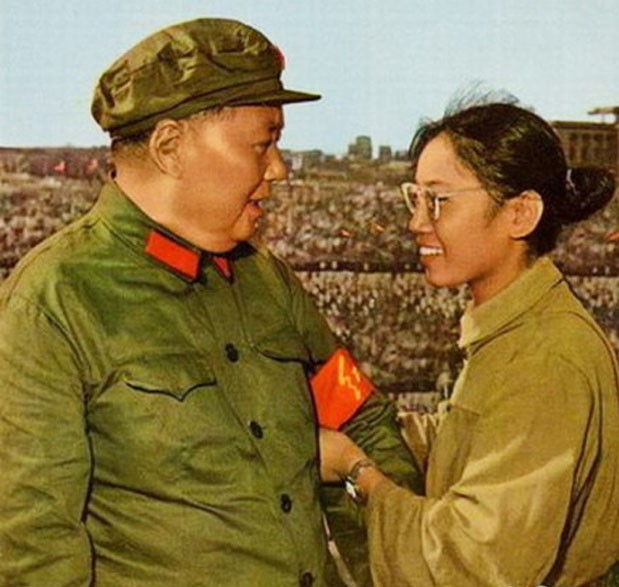
1966年，宋彬彬亲手為毛澤東戴上繡著「紅衛兵」三字的袖章

1966年8月8日，刘进與宋彬彬等同学成立师大女附中“文化革命筹备委员会”，主要领导人为原师大女附中革命师生代表会骨干，他们还成为该校红卫兵组织的领导人。8月18日，刘进、宋彬彬等率师大女附中红卫兵赴天安门，参加毛泽东接见红卫兵的活动。宋彬彬在天安門城樓上亲手為毛澤東戴上繡著「紅衛兵」三字的袖章。毛澤東問她名字，得知她叫宋彬彬后，毛澤東问：“是文质彬彬的彬吗？”宋彬彬答：“是。”毛泽东回道：“要武嘛。”8月19日，由于受到原来反工作组同学的攻击，刘进和宋彬彬贴大字报声明退出“文化革命筹备委员会”。
8月20日，《光明日报》发表署名“宋要武（宋彬彬）”的《我给毛主席戴上红袖章》一文。《人民日报》翌日转载了此文，文章称：“這是我終生難忘的一天。我給毛主席戴上了紅衛兵袖章，主席還給我取了個有偉大意義的名字。……毛主席給我們指明了方向，我們起來造反了，我們要武了！”据宋彬彬事后回忆，这篇文章并非她自己所写，但自此她在学校收到了许多致“宋要武”的信，也有寄给“宋彬彬”的信。几个月后，宋彬彬改名为“宋岩”。
8月底，王任重在釣魚台國賓館接见刘进和宋彬彬，动员她们赴武汉保中共湖北省委。刘进未去，宋彬彬和同学则于9月初赴湖北武汉，不久後写出了一篇基调是保中共湖北省委的文章，交给了省委。随即当地报纸刊登了署名“宋要武”的公开信，内容和宋彬彬等人的原先文章不同，反而措辞更加强烈地力保中共湖北省委。宋彬彬对此不满，乃询问省委负责人，并通过省委发表声明，称公开信非自己所写，但仍不同意打倒省委。

### 文革中後期失勢
回到北京后，宋彬彬成了「逍遥派」，没有参加入西纠與联动等老红卫兵组织，並聲稱自己也没有打算去參加以“破四旧”、“抄家”為名，實際上搞打砸抢等暴力與偷竊的活动。1968年初，江青在一次大会骂了宋任穷，以及他女儿要去武汉保了湖北省委如何如何。宋家也被批鬥後，從此失勢，而到了1968年4月，宋彬彬和母亲已經被押到沈阳软禁。
1969年初春，宋彬彬逃出沈阳，至於红卫兵搞杀人比赛的責任部分，原北京十一学校的一位老师撰文指，若干年前所写文章中提到誰打死最多个所謂壞人的比賽事件，這學生并不是宋彬彬，因為這是早在1966年大串联期间就在口耳傳播比較混亂的消息，而確實是造成七八個人死亡的第一名另有其人，總而言之，因為傳聞“宋要武”與暴力有關，当地老乡很害怕，不敢收。宋彬彬後來回憶：「要不是北京知青们把自己口粮、衣物匀给我，并鼓励我坚持下去，我真不知道以后的路该怎样走。」，稱這段時間最為困難，之後總算来到内蒙古自治区锡林郭勒盟牧区避難，而且参加插队。1972年春，经当地牧民和大队公社推荐，宋彬彬被一所大学接收，后因谣传過程不公而被退回。经老乡及知青反映，负责锡林郭勒盟招生的老师顶着压力录取了宋彬彬，宋彬彬进入长春地质学院成为工农兵学员。1975年，宋彬彬低調科研過了幾年日子，並于长春地质学院毕业。

### 改革開放后
文革後，1980年宋彬彬留學美國並入籍成為美國人。1983年获得波士顿大学地球化学专业硕士学位，1989年在麻省理工学院获得地球和大气系地球化学博士学位。1989至2003年在美国麻薩諸塞州环保局任环境分析官员，2003年回到故鄉中國。
2007年9月，北京師範大學附屬實驗中學（原為北師大女附中）在慶祝建校90周年時，將宋彬彬評為90名「榮譽校友」之一，此事引起爭議。
2014年1月12日，宋彬彬在北京師範大學女附中老校友见面会上公開表示，對在文革中還倖存的老師和同學道歉。但并未邀请卞仲耘丈夫王晶垚参加。 5天后，王晶垚发表了拒绝接受宋彬彬道歉的声明。

## 文革争议

### 卞仲耘死亡
1995年，师大女附中1968届高中校友王友琴在香港发表了《1966：学生打老师的革命》一文，首次将1966年8月5日卞仲耘之死與8月18日宋彬彬给毛泽东戴上“红卫兵”袖章联系起来成为因果关系。
2004年，王友琴又发表了《卞仲耘之死》一文，直指宋彬彬是导致卞仲耘死亡的红卫兵暴力事件的负责人，证据是在邮电医院为抢救卞仲耘而向医院作保的七人名单，称“这七人中有六人是红卫兵学生。名单上的第一个名字是宋彬彬，该校高三学生，红卫兵负责人。”但宋彬彬回應，七人名单的首位是老师李松文，宋彬彬的名字则排在最后。
2002年，美国出版了一部性学研讨文集 Chinese Femininities, Chinese Masculinities: A Reader（《中国女性与男性气质读本》），其中收有美国女学者韩起澜（Emily Honig）对卞仲耘之死的研究文章。韩起澜根据王友琴的文章，称宋彬彬对文革初期的一些暴力活动负有责任。
2007年，卞仲耘之夫王晶垚曾向北京師大附屬實驗中學抗議將宋彬彬選為傑出校友，因宋彬彬為文革期間師大女附中紅衛兵的主要負責人。

### 道歉
2014年1月12日，在北師大女附中（北師大附屬實驗中學前身）「老三屆」的20多名學生與30多名老師、家屬舉行的見面會上，宋彬彬讀了一份準備好的發言《我的道歉和感謝》，表示自己是工作組進校後任命的學生代表會負責人之一，沒有去阻止對卞校長和校領導們的武鬥，對卞校長的不幸遇難有責任。
宋彬彬的道歉立即在中國引發對立觀點：一些人對她的話表示歡迎；一些人則稱這些話來得太遲，而且不充分；还有一些人則說共產黨本身應該道歉。
住在北京的退休文學教授崔衛平在電話採訪中說，「考慮到她的身份，這還不夠。她在紅衛兵中是個重要人物，對她的要求應該比普通人高。說自己目睹了一場謀殺，之後又說自己不知道兇手是誰，這毫無意義。」而王友琴在採訪中表示，宋彬彬和其他道歉的紅衛兵不同，在過去的十年裡，宋一直積極地否認文革中的迫害和殺戮。八月五日「鬥爭」五名學校領導人，是該校革委會預先組織的，並非學生自發的。而革委會沒有主任，由副主任宋彬彬和劉進負責執掌學校，她們決定開「鬥爭會」，並通知五名鬥爭對象。沒有這個鬥爭會，也就不會有紅衛兵集體施暴，卞仲耘被打死的事件。誰該進勞改隊，也是由革委會决定的。所以宋彬彬在女附中的所有暴力中的責任，應該很明顯。
2014年1月27日，卞仲耘的丈夫王晶垚发表声明，称宋彬彬和刘进的道歉虚伪，并表示在真相没有大白之前，不接受她们的道歉。

## 逝世
香港《明報》報道有消息稱宋彬彬罹患癌症，於2022年返回美國治病。
宋彬彬兄長宋克荒昨通過微信發訃告給親友，稱宋彬彬在9月14日下午從醫院返回家中，在家人陪伴了36小時後，於美東時間16日凌晨12時20分在紐約家中安詳去世，後被其友人在twitter公開。
據「紅船雜誌」網易帳號消息，宋彬彬生前好友引述宋的妹妹表示，宋彬彬去世後，「不舉辦任何紀念活動，希望能夠平靜地離開，毋需再勞駕各位親友故舊撥冗參加告別式等活動」。
雖然宋的紅二代資歷與其在1960年代的聲望不小，但辭世的訃聞僅在中國互聯網內零星流傳，沒有獲得官媒報道此事。

## 家庭
- 父 宋任穷
- 母 鍾月林

## 另見
- 維基新聞相關報導：紅衛兵頭目宋彬彬病逝 生前籲反思文革罪行